# Raoellidae
Die Raoellidae sind eine ausgestorbene Gruppe von Paarhufern, die im mittleren Eozän auf dem Indischen Subkontinent lebten. Fossilien wurden in Jammu und Kashmir und in den nordpakistanischen Kala-Chitta-Bergen gefunden. Der indische Subkontinent hatte zu dieser Zeit noch keinen Kontakt zu Asien und lag isoliert als Inselkontinent im Indischen Ozean. Einen Fund unsicherer Zuordnung zu den Raoellidae gibt es auch aus Birma.
Die Säugerfamilie wurde 1981 von Sahni et al. aufgestellt. Typus ist die Gattung Raoella, die heute als Synonym von Indohyus gilt. Die in die Raoellidae gestellten Gattungen zählten vorher zu den Dichobundidae, den Helohyidae oder wurden incertae sedis den Schweineartigen (Suiformes) zugeordnet. Die Familie ist fossil vor allem durch Zahnfunde dokumentiert.

## Systematik
Im Dezember 2007 berichteten Hans Thewissen et al. in der Zeitschrift Nature, dass ein ungewöhnlich vollständiges Skelett von Indohyus aus Kaschmir darauf hindeutet, dass die Raoellidae aquatisch waren und als Schwestergruppe der Wale (Cetacea) angesehen werden müssen. Besonders die Morphologie der Ohren und der Prämolaren, die Dichte der Beinknochen und die Isotopenzusammensetzung der Zähne zeigen eine nahe Verwandtschaft von Indohyus zu den Walen.

## Gattungen
- Khirtharia Pilgrim, 1940
- Indohyus Ranga Rao, 1971
- Kunmunella, Sahni & Khare, 1971
- Metkatius, Kumar & Sahni, 1985

Die Gattungen können in zwei Gruppen zusammengefasst werden: Khirtharia und Metkatius waren klein und hatten bunodonte oder leicht lophodonte Zähne. Indohyus und Kunmunella wurden größer und hatten deutlich lophodonte Zähne.